# سیمران موندی
سیمران موندی (انگلیسی: Simran Kaur Mundi؛ زادهٔ ۱۳ سپتامبر ۱۹۸۸) هنرپیشه، مدل اهل هند است. او در سال ۲۰۰۸ موفق به کسب عنوان «ملکه زیبایی هند» شد.
او همچنین در فیلم کسی که باید عاشقش باشم بازی کرده است.